# Scalmicauda
Scalmicauda é um gênero de traça pertencente à família Arctiidae.